# Luciano Guerzoni (1935)
Luciano Guerzoni (Modena, 28 luglio 1935 – Modena, 10 agosto 2017) è stato un politico italiano, presidente della Regione Emilia-Romagna dal 23 marzo 1987 al 24 giugno 1990.

## Biografia
Fin da giovane aderì al Partito Comunista Italiano (PCI) e per pagarsi gli studi universitari lavorò come operaio nella Fiat e nella Maserati.
Divenuto programmatore della produzione industriale, cominciò a fare carriera con il PCI, ricoprendo incarichi di direzione e della politica locale: fu consigliere comunale di Modena, consigliere regionale (1978) ed infine Presidente della Regione Emilia-Romagna dal 1987 al 1990, succedendo a Lanfranco Turci.
Nel 1991 aderisce alla svolta della Bolognina del Partito Democratico della Sinistra, per poi confluire nel 1998 nei Democratici di Sinistra alla svolta di Massimo D'Alema.
Nel 1992 si candidò al Senato della Repubblica con il Partito Democratico della Sinistra, e dopo essere stato eletto fu vice-capogruppo del PDS. Il suo seggio a Palazzo Madama fu confermato nelle elezioni politiche del 1994, elezioni politiche del 1996 e elezioni politiche del 2001 (in quest'ultimo caso con i Democratici di Sinistra). Il 21 luglio 1999 succeda a Gavino Angius come presidente della Commissione Finanze e tesoro del Senato della Repubblica fino al termine della legislatura.
Nel 2007 aderisce al Partito Democratico, sostenendo durante le primarie del PD per la scelta del segretario la candidatura del ex ministro Rosy Bindi.
In merito alla riforma costituzionale Renzi-Boschi, si è dichiarato contrario, sostenendo il No al referendum costituzionale del 4 dicembre 2016.
È stato vicepresidente vicario dell'Associazione Nazionale Partigiani d'Italia (ANPI), sotto la presidenza di Carlo Smuraglia, dal 2011 sino alla sua morte, avvenuta il 10 agosto 2017 a causa di una malattia.